# Шарко (остров)
Шарко (на френски: Île Charcot; на английски: Charcot Island) е остров в югоизточната част на море Белингсхаузен, разположено в акваторията на Тихоокеанския сектор на Южния океан. Островът се намира на 102 km западно от остров Земя Александър I и на 57 km северно от остров Латади. До 2009 г. островът е бил свързан с двата останали острова чрез шелфовия ледник Уилкинс (виж приложената картодиаграма), но поради отдръпването и разрушаването на шелфовия ледник, остров Шарко остава изолиран. Дължина 56 km, ширина 46 km, площ 2576 km². Максимална височина връх Моник (609 m), разположен в северната му част.
Северното крайбрежие на острова е открито на 11 януари 1910 г. от Жан Батист Шарко, ръководител на френската антарктическа експедиция (1908 – 1910), който наименува новооткрития бряг Земя Шарко в чест на своя баща, видния френски невролог Жан-Мартен Шарко. На 29 декември 1929 г. по време на разузнавателен полет американския полярен изследовател Джордж Хуберт Уилкинс доказва, че откритата 19 години по-рано от Жан Батист Шарко Земя Шарко е голям остров, който преименува на остров Шарко.